# Apotekersamlingen
Apotekersamlingen er en samling af inventar, medikamenter, arkivalier og gamle apparatet fra Svaneapoteket i Aalborg, der har til huse i Jens Bangs Stenhus.
Samlingen rummer næsten 7000 enkeltgenstande, med alt fra store opbevaringsreoler til små medicinflasker. Samlingen giver blandt andet indblik i mirakelkurer for skørbug og hysteri. Den unikke samling er den største af sin art i Nordeuropa.
Apotekersamlingen blev oprettet af apoteker Sigurd Carl Strøyberg (født 24 november 1902 i Aalborg, død 19. februar 1986 ). Han var den sidste apoteker til både at drive Svaneapoteket og eje Jens Bangs Stenhus. Han indsamlede systematisk apotekervarer, når de udgik af sortimentet, og satte det op på loftet sammen med møbler, beholdere og andre apotekerting.

## Nyopstilling af apotekersamlingen
I 2001 henvendte S. C. Strøybergs Fond sig til Aalborg Historiske Museum med et ønske om en nyopstilling af Apotekersamlingen i Jens Bangs Stenhus. Samtidig overgik det antikvariske ansvar for Apotekersamlingen til museet, mens det stadig er Strøyberg fonden, der ejer samlingen.
Nyopstillingen blev opdelt i fire faser. Den første og anden fase blev gennemført i 2003 med henblik på at registrere, datere og nedpakke genstandene. I 2004 påbegyndte man den tredje fase, hvor lokalerne i Jens Bangs Stenhus blev gjort klar til indretning af udstillingen. I 2005 gik man ind i den fjerde og sidste fase, hvor samlingen blev genopstillet og åbnet for publikum.
Aalborg Historiske Museum arrangerer i dag, efter aftale, rundvisninger oppe under taget, hvor det er muligt at opleve Apotekersamlingen.